# Nogometna reprezentacija zapadnotračkih Turaka
Nogometna reprezentacija zapadnotračkih Turaka predstavlja tursku nacionalnu manjinu iz Grčke.
Trenutačni izbornik: 

Osnovana:

## Sudjelovanja na natjecanjima
Sudionici su Europeade, europskog prvenstva nacionalnih manjina koje se održalo u Njemačkoj od 16. do 24. lipnja 2012. godine.

## Vanjske poveznice
- Flickr, Flickr Zapadnotrački Turci na Europeadi 2012.